# Tim Alverson
Timothy „Tim“ Alverson (* 1964 in Seattle, Washington) ist ein US-amerikanischer Filmeditor, der überwiegend an der Produktion von Horrorfilmen beteiligt war.

## Leben
Alverson begann seine Karriere Mitte der 1980er Jahre bei diversen Film- und Fernsehproduktionen als Schnittassistenz. So wirkte er an der Produktion von Filmen wie Karate Kid II – Entscheidung in Okinawa (1986), Die Fürsten der Dunkelheit (1987), Flashback (1990), Turtles II – Das Geheimnis des Ooze (1991), Operation: Broken Arrow (1996), Der Geist und die Dunkelheit (1996), Con Air (1997) und Ich weiß, was du letzten Sommer getan hast (1997) mit.
1999 schnitt er gemeinsam mit Steve Mirkovich hauptverantwortlich den Science-Fiction-Thriller The Astronaut’s Wife – Das Böse hat ein neues Gesicht. Beide setzten ihre Zusammenarbeit an Filmen wie D-Tox – Im Auge der Angst (2000), Strange Hearts (2002) und Der Fluch von Darkness Falls (2003) fort.
Später schnitt Alverson vor allem Horrorfilme wie Orphan – Das Waisenkind, Insidious: Chapter 3 – Jede Geschichte hat einen Anfang, Sinister 2, The Darkness, Insidious: The Last Key, Halloween und Halloween Kills.
Alverson ist Mitglied der American Cinema Editors.

## Filmografie (Auswahl)
- 1999: The Astronaut’s Wife – Das Böse hat ein neues Gesicht (The Astronaut's Wife)
- 2000: The Translator (Kurzfilm)
- 2002: D-Tox – Im Auge der Angst (D-Tox)
- 2002: Strange Hearts
- 2003: Der Fluch von Darkness Falls (Darkness Falls)
- 2007: Music Within
- 2007: Dragon Wars (디워)
- 2008: Shutter – Sie sehen dich (Shutter)
- 2008: Impact Point
- 2009: Orphan – Das Waisenkind (Orphan)
- 2011: Unknown Identity (Unknown)
- 2012: The River (Fernsehserie, 1 Episode)
- 2012: Soldiers of Fortune
- 2012: Shootout – Keine Gnade (Bullet to the Head)
- 2014: Gang Related (Fernsehserie, 4 Episoden)
- 2014: The Devil’s Hand – Vergib mir Vater, denn ich habe gesündigt (Where the Devil Hides)
- 2014: Amnesiac
- 2015: Insidious: Chapter 3 – Jede Geschichte hat einen Anfang (Insidious: Chapter 3)
- 2015: Sinister 2
- 2016: The Darkness
- 2017: Stephanie – Das Böse in ihr (Stephanie)
- 2017: The Keeping Hours
- 2018: Insidious: The Last Key
- 2018: Delirium
- 2018: Halloween
- 2021: Halloween Kills
- 2022: Firestarter
- 2022: Halloween Ends
- 2023: Der Exorzist – Bekenntnis (The Exorcist: Believer)
- 2024: Afraid
- 2025: The Woman in the Yard